# أغاني من حديقة سرية
أغاني من حديقة سرية هو أول ألبوم دولي لفرقة سيكريت جاردن. تم إصداره في عام 1996، ويحتوي على الأغنية النرويجية الفائزة في مسابقة الأغنية الأوروبية لعام 1995، "Nocturne". 

## استقبال
كارول رايت، ناقدة أول ميوزيك، منحت هذا الألبوم 4 نجوم،  وحقق جوائز بلاتينية في النرويج وكوريا الجنوبية. بقيت الأغنية على قائمة Billboard New Age لمدة 101 أسبوعًا. 
إشتهرت أغنية "Song from a Secret Garden" في كوريا بظهورها في الدراما 젊은이의 양지 (والتي تعني "البقع المشمسة (أو الأماكن) للشباب") عام 1995، كما استُخدمت أيضًا في الفيلم الدرامي الإيطالي Vittima della mia libertà ("ضحية حريتي") عام 2018 للمخرج ديفيد غويدا. ظهرت اغنية أخرى من الألبوم، "Adagio"، في فيلم بعنوان 2046 للمخرج وونغ كار واي عام 2004. كما ظهر في دراما أخرى من إنتاج ATV في هونغ كونغ عام 1997 بعنوان "天長地久" "الحب المقدر" العديد من الاغاني من هذا الألبوم، بما في ذلك "Song from a Secret Garden" و"Adagio" و"Serenade to Spring" و"Papillon".
تم تغطية الأغنية الرئيسية بواسطة فرقة نايت رايج اليونانية لموسيقى الديث ميتال في عام 2019 وتم تضمينها كمسار إضافي ياباني في الذئب إلى الإنسان.

## روابط خارجية
- استمع إلى الألبوم التجريبي لأغاني من حديقة سرية